# Schranken-Lemma
Das Schranken-Lemma ist ein mathematischer Satz aus der linearen Algebra, mit dem eine obere Schranke für die Anzahl linear unabhängiger Elemente in einem Vektorraum angegeben werden kann. Mit Hilfe des Schranken-Lemmas kann unter anderem bewiesen werden, dass ein endlich erzeugter Vektorraum eine Basis besitzt und dass je zwei Basen in einem solchen Vektorraum die gleiche Anzahl von Elementen besitzen.

## Aussage
Das Schranken-Lemma kann wie folgt formuliert werden:
Besitzt ein Vektorraum {\displaystyle V} ein Erzeugendensystem bestehend aus {\displaystyle n} Elementen, dann sind je {\displaystyle n+1} Vektoren in {\displaystyle V} linear abhängig.

## Beweis
Sind {\displaystyle u_{1},\ldots ,u_{n}\in V} die Elemente des Erzeugendensystems und {\displaystyle v_{1},\ldots ,v_{n+1}\in V} beliebige Vektoren des Vektorraums, dann lässt sich jeder dieser Vektoren als Linearkombination
{\displaystyle v_{j}=\sum _{i=1}^{n}a_{ij}u_{i}}
mit Skalaren {\displaystyle a_{ij}} darstellen. Eine Linearkombination der Vektoren {\displaystyle v_{1},\ldots ,v_{n+1}} hat dann die Form
{\displaystyle \sum _{j=1}^{n+1}c_{j}v_{j}=\sum _{j=1}^{n+1}c_{j}\sum _{i=1}^{n}a_{ij}u_{i}=\sum _{i=1}^{n}\left(\sum _{j=1}^{n+1}a_{ij}c_{j}\right)u_{i}}.
Das lineare Gleichungssystem {\displaystyle Ac=0} mit {\displaystyle A=(a_{ij})_{i=1,\ldots ,n,j=1,\ldots ,n+1}} besitzt nun mehr Unbekannte als Gleichungen und damit insbesondere eine nichttriviale Lösung {\displaystyle c=(c_{j})_{j=1,\ldots ,n+1}} (siehe reduzierte Stufenform). Daraus folgt dann
{\displaystyle \sum _{j=1}^{n+1}c_{j}v_{j}=\sum _{i=1}^{n}0\cdot u_{i}=0}
und damit die lineare Abhängigkeit der Vektoren {\displaystyle v_{1},\ldots ,v_{n+1}}.

## Verwendung
Mit Hilfe des Schranken-Lemmas kann eine Reihe weiterer grundlegender Sätze der linearen Algebra bewiesen werden. Eine direkte Konsequenz ist beispielsweise, dass ein endlich erzeugter Vektorraum eine Basis besitzt und dass je zwei Basen in einem solchen Vektorraum die gleiche Anzahl von Elementen besitzen (welche die Dimension des Vektorraumes genannt wird). Weiterhin kann in einem endlich erzeugten Vektorraum jede linear unabhängige Menge von Vektoren zu einer endlichen Basis ergänzt werden (Basisergänzungssatz).